# Comuna Moșteni, Teleorman
Moșteni (în trecut, Flămânda) este o comună în județul Teleorman, Muntenia, România, formată numai din satul de reședință cu același nume.

## Demografie
Componența etnică a comunei Moșteni
     Români (95,74%)
     Alte etnii (0%)
     Necunoscută (4,26%)
Componența confesională a comunei Moșteni
     Ortodocși (95,46%)
     Alte religii (0,14%)
     Necunoscută (4,4%)
Conform recensământului efectuat în 2021, populația comunei Moșteni se ridică la 1.410 locuitori, în scădere față de recensământul anterior din 2011, când fuseseră înregistrați 1.622 de locuitori. Majoritatea locuitorilor sunt români (95,74%), iar pentru 4,26% nu se cunoaște apartenența etnică. Din punct de vedere confesional, majoritatea locuitorilor sunt ortodocși (95,46%), iar pentru 4,4% nu se cunoaște apartenența confesională.

## Istorie
La sfârșitul secolului al XIX-lea, comuna purta numele de Flămânda și făcea parte din plasa Glavaciocul al județului Vlașca și era alcătuit din satele Flămânda, Călugăru și Bujoreanca, cu o populație de 2081 de locuitori. În comună existau două biserici și o școală mixtă.
Anuarul Socec din 1925 consemnează comuna în plasa Câlniștea a aceluiași județ, fără satul Bujoreanca, și cu o populație de 3328 de locuitori. În anul 1931, comuna rămâne și fără satul Călugăru care s-a desprins de comuna Flămânda formându-și o comună de sine-stătătoare.
În anul 1950, comuna a trecut în administrația raionului Drăgănești-Vlașca, al regiunii Teleorman, raion care, doi ani mai târziu, a fost inclus în regiunea București.
În anul 1964, comuna Flămânda primește numele de Moșteni, iar în anul 1968, comuna a trecut la județul Teleorman, în actuala structură.

## Politică și administrație
Comuna Moșteni este administrată de un primar și un consiliu local compus din 9 consilieri. Primarul, Vică Tăbărana[*], de la Partidul Social Democrat, este în funcție din 2000. Începând cu alegerile locale din 2024, consiliul local are următoarea componență pe partide politice:
|  | Partid                    | Consilieri | Componența Consiliului | Componența Consiliului | Componența Consiliului | Componența Consiliului | Componența Consiliului | Componența Consiliului | Componența Consiliului |
|  | ------------------------- | ---------- | ---------------------- | ---------------------- | ---------------------- | ---------------------- | ---------------------- | ---------------------- | ---------------------- |
|  | Partidul Social Democrat  | 7          |                        |                        |                        |                        |                        |                        |                        |
|  | Partidul Național Liberal | 2          |                        |                        |                        |                        |                        |                        |                        |